# Мартинизм
Мартинизм (фр. Martinisme, англ. Martinism, нем. Martinismus) — направление мистического и эзотерического христианства, чья доктрина описывает падение первого человека из Божественного в материальное, а также способ его возвращения в Божественное с помощью реинтеграции, или духовного просветления, достигаемого при сердечной молитве.
Как мистическая традиция, изначально мартинизм относился к системе высших степеней, учреждённой Мартинесом де Паскуалли (Паскуалисом) около 1740 года во Франции, а затем развился в двух различных формах его учениками Луи Клодом де Сен-Мартеном и Жаном-Батистом Виллермозом.
Мартинизм — общее название двух этих отличных друг от друга доктрин, а также воссозданного «Ордена мартинистов», основанного в 1886 году Огюстом Шабосо (фр.) и Жераром Анкоссом (Папюсом).
Такого сбивающего с толку разделения мартинизма на несколько традиций ещё не существовало в XVIII веке. Позже мартинизмом стали называться как учение Мартинеса де Паскуалли, так и учение Луи Клода де Сен-Мартена, а также работы самого Сен-Мартена, инспирированные де Паскуалли.
С 1909 по 1916 год в Санкт-Петербурге существовало официальное издательство русских мартинистов — журнал «Изида», где в том числе осуществлялся перевод книг Папюса.

## Три ветви традиции
Мартинизм может быть разделён на три формы своего существования, на три традиции, через которые он прошёл в хронологической последовательности:
1. Орден Рыцарей-Масонов Избранных Коэнов Вселенной (фр. “Ordre des Chevaliers-Macons Elus-Cohen de L’Univers”), иногда сокращённо «Избранные Коэны» (фр. “Elus-Cohen”) — эзотерическая и теургическая система Высших Степеней масонства, созданная известным масоном, мистиком, каббалистом и теургом XVIII века Домом Мартинесом де Паскуалли, наставником Сен-Мартена. Изначальный и исключительно теургический путь к Реинтеграции. Первый орден Избранных Коэнов перестал существовать в XVIII-ом или начале XIX века, но был восстановлен в XX-ом веке Робером Амбеленом и присутствует по сей день в различных Орденах Мартинистов, имеющих преемственность от Амбелена, самостоятельно воссоздавшего Избранных Коэнов.
2. Шотландский исправленный устав (фр. Rite écossais rectifié), или Благодетельные Рыцари Святого Града (фр. Chevaliers Bienfaisants de la Cite-Sainte, аббревиатура — (CBCS)) — масонский устав, представляющий собой реформированный вариант Устава строгого соблюдения, в котором проводятся масонские ритуалы от символических степеней до высших[11]; в основе философского наполнения их лежат мартинизм и практики Избранных Коэнов[12]. Благодетельные Рыцари Святого Града были основаны в конце XVIII века (в 1778 году[11]) Жаном-Батистом Виллермозом, учеником Мартинеса де Паскуалли и другом Сен-Мартена. Рыцари Святого Града никогда не прекращали своей деятельности и существуют по сей день, но в двух различных формах устава, регулярной и иррегулярной, куда принимают и женщин.
3. Мартинизм Луи-Клода де Сен-Мартена — мистическая традиция, главное внимание в которой уделяется медитации и внутренней духовной алхимии. Сен-Мартен предложил путь, отличный от представлений его современников о мартинизме, безмолвный «Путь Сердца», ведущий к Реинтеграции. Сен-Мартен не предназначил для этого пути учреждения Орденов, но вместо этого собирал небольшие кружки, в которых давал наставления своим последователям. Наследие Сен-Мартена было преобразовано в Орден Мартинистов в 1886 году Огюстом Шабосо и Жераром Анкоссом (Папюсом).

### Символизм тройственности в мартинизме
Символизм тройственности занимает важную роль в мартинизме. Эта важность прослеживается ещё со времён существования Ордена Избранных Коэнов Мартинеса де Паскуалиса:

«Подмастерье Избранный Коэн. — Кандидат, которому уже рассказывали о нашем „первом состоянии“ на предыдущей Степени, на следующей Степени слушает о Падении Человека, и переносит это падение на свой собственный случай. Он прошёл от перпендикуляра к треугольнику, или от единства с Первопринципом к тройственности материальных вещей».

Значимость символизма тройственности, выраженной в треугольнике, сохранилась у Луи Клода де Сен-Мартена и в Ордене Мартинистов Папюса. Считается, что Печать Ордена Мартинистов — символ Вселенского Пантакля, два треугольника, образующие гексаграмму в круге, объединённую с равносторонним крестом и гексагоном, разработал Сен-Мартен для объяснения Вселенной.
Следующее объяснение взято из книги Сен-Мартена «О числах»:

«Природный Круг сформировался иначе, чем круг геометрический. Центр привлек верхний треугольник и нижний треугольник, оба из которых, реагируя друг на друга, проявили Жизнь».
Символизм тройственности в убранстве мартинистского храма отражается в трёх светочах на алтаре и в трёх тканях, покрывающих алтарь.

## Мартинезизм: Мартинес де Паскуалли и Избранные Коэны
Мартинес де Паскуалли (Паскуалис) родился в 1727 году в Гренобле, и умер в 1774 году в Сан-Доминго, занимаясь светскими делами. Начиная с 28 лет Мартинес де Паскуалли был активным деятелем масонства во Франции. В 1765 году он учредил Орден рыцарей-масонов Избранных Коэнов Вселенной, который действовал как регулярное масонское послушание во Франции.
Устав ордена содержал три группы степеней. Первая была аналогична символическим степеням регулярного масонства. Вторая группа степеней по сути была масонской, но уже содержала в себе намёки на тайную доктрину самого Паскуалли. Третья группа степеней была абсолютно магична: например, в ней практиковался экзорцизм против зла как во всем мире, так и для индивидуального человека. В высшем посвящении в степень рыцаря розоватого (или, иначе — «Румяного») креста (фр. Reaux-Croix) инициированного обучали теургии, с помощью которой он мог сообщаться с духовными мирами за пределами физического мира.
В своей единственной книге, «Трактате о реинтеграции существ», Паскуалли изложил философию, лежащую в основе работы Избранных Коэнов. В первую очередь он проводит аналогию с Эдемским садом и обращается к Христу как к «Исправителю».
Конечной целью Избранного Коэна было приобрести — ещё в земной жизни — Блаженное видение с помощью магических и мистических инвокаций и комплекса теургических операций.
После смерти Мартинеса де Паскуалли Избранные Коэны некоторое время продолжали функционировать. Тем не менее, разделение началось между разными храмами, которые приходили в бездействие в течение первой половины девятнадцатого столетия. Последний известный Избранный Коэн, входивший в изначальный орден Избранных Коэнов, Дестиньи, умер в 1868 году.

## Луи Клод де Сен-Мартен
Луи Клод де Сен-Мартен родился в 1743 году во Франции, в городе Амбуаз, и умер в 1803 году. Сначала работал адвокатом, после поступил на службу в армию в Бордо.
Инициация Сен-Мартена в Избранные Коэны произошла в 1768 году, и его деятельность в Ордене продолжалась по крайней мере шесть лет. Затем он был посвящён в высшую степень Ордена — степень Рыцаря Розоватого (или «Румяного») Креста (фр. Reaux-Croix), и в 1770 году стал секретарём Паскуалли.
Сен-Мартен чувствовал все большее расхождение с теургическими ритуалами Избранных Коэнов, полагая, что этот путь слишком лишён естественной простоты для достижения желанной цели. Его больше располагала внутренняя созерцательность, которую он назвал «Путём Сердца». Тем не менее, он продолжал признавать влияние Паскуалиса на его собственные мысли. Кроме того, Сен-Мартена вдохновляли труды Якоба Бёме.
В 1777 году, после неудачной попытки добиться согласия Избранных Коэнов принять практику созерцания, Сен-Мартен ограничил своё участие в Ордене. В 1790 году полностью его прекратил.
Сен-Мартен очертил свою философию в нескольких книгах, которые написал под псевдонимом «Неизвестный Философ». Среди них:
- О Заблуждениях и об Истине (фр. Des erreurs et de la vérité, (1786))
- Человек Желания (фр. L'Homme de désir, (1790))
- Новый Человек (фр. Le Nouvel Homme, (1792))
- Крокодил, или война Добра со злом (фр. Le crocodile, ou la guerra du Bien et du Mal (1799))
- Человек, Его Истинная Природа и Служение
- Афоризмы и Максимы
- Руководство для Духовного Человека (фр. Le Ministère de l'homme-esprit, (1802))
- Десять Молитв
- Красная Книга
- Теософские Письма
- Естественная Таблица Отношений между Богом, Человеком и Вселенной, 1782

Существуют споры по поводу того, имеет ли Сен-Мартен отношение к образованию Ордена Мартинистов. Мартинист и автор книг по мартинизму XX века Робер Амбелен поначалу утверждал, что Сен-Мартен основал орден «Общество Посвящённых», но через несколько лет разочаровался в своей концепции и констатировал, что Общество Посвящённых никогда не существовало. Другие утверждают, что Сен-Мартен был вовлечён в ранее существовавший Орден Неизвестных Философов. Однако наиболее правдоподобным представляется то, что, хотя у Сен-Мартена действительно были последователи, посвящение от него они получили без каких-либо формальных организаций. Самого же Ордена Мартинистов не существовало до стараний, приложенных Папюсом и Шабосо (см. ниже). В большей степени представления об организации, созданной Сен-Мартеном основаны на личной корреспонденции, в которой мы видим упоминания о существовании того, что иногда в одном случае Сен-Мартеном называется фр. «Société des Initiés»/«Общество Посвящённых», или, в других случаях, фр. «Société des Intimes»/«Общество Друзей». Несомненно, что в обоих названиях это общество представлено инициалами «S.I.». Фактически, все они служат только для того, чтобы указать, что организация эта состояла из людей, носивших титул фр. «Supérieur Inconnu» («Высший Неизвестный»).

## Виллермоз и Исправленный шотландский устав
Жан-Батист Виллермоз родился в 1730 году в Лионе и умер там же в 1824 году. Он был посвящён в масонскую ложу, которая действовала по правилам строгого послушания, в возрасте двадцати лет. В 1767 году Виллермоз был посвящён в Избранные Коэны, в итоге достигнув высшей степени ордена, и получил от Паскуалиса звание верховного судьи, одного из главнейших офицеров.
Озабоченный разладом в ордене, произошедшим после смерти Паскуалли, в 1778 году Виллермоз и двое других верховных судей сформулировали идею о добавочных степенях для лож строгого послушания провинции Овернь, содержавших философию ордена Избранных Коэнов, но без теургических практик, и представлявших собой масонский устав рыцарей-храмовников. Структура этих степеней такова:
1. Ученик (фр. Apprentice)
2. Подмастерье (фр. Compagnon)
3. Мастер (фр. Maître)
4. Шотландский мастер (фр. Maître Ecossais)
5. Новиций (фр. Ecuyer Novice)
6. Рыцарь благодетель святого града (фр. Chevalier Bienfaisant de la Cite-Sainte)
7. Рыцарь-исповедник (фр. Chevalier-Profès)
8. Великий рыцарь-исповедник (фр. Chevalier-Grand Profès)[25][26]

Успешно реформировав французскую ветвь ордена, в 1782 году Виллермоз склонил принять те же изменения и германскую ветвь, хотя и не без значительного неприятия со стороны других лож строгого послушания, таких как ложа баварских иллюминатов Адама Вейсгаупта.
Французская революция ощутимо ограничила деятельность благодетельных рыцарей святого града во Франции, но не коснулась деятельности их собратьев в Швейцарии. На данный момент великие приораты Благодетельных рыцарей святого града, или Шотландского исправленного устава, расположены по всему миру: в Швейцарии, США, Франции. Два великих приората Уэйта и Лесли Дринга находятся в Англии. Также великие приораты есть в Германии, Бельгии, Испании, Португалии и Бразилии, где расположены префектуры и ложи св. Андрея. Ложи, действующие по Шотландскому исправленному уставу, находятся повсюду от Италии до Бразилии.
Христианский мистик А. Э. Уэйт писал об этом уставе, что

«более, чем другие масонские уставы, он сохраняет в ритуальной форме суть тайной традиции, которая возвещает нам о том, что „Душа приходит издалека“, и возвращается, указывая на путь восхождения».
Для Артура Уэйта Исправленный шотландский устав был воплощением тайной традиции запада.

## Папюс и Шабосо: основание Ордена Мартинистов
Последователи Сен-Мартена, именовавшиеся S:::I:::, и работавшие в системе «Вольных Посвящений» Сен-Мартена, распространяли доктрину Неизвестного Философа во Франции, Германии, Дании и даже в России. В 1881 году выдающийся французский доктор Жерар Анкосс (позже известный как Папюс) узнал о доктрине Сен-Мартена от виконта Анри Делаажа. От него же он и получил посвящение в 1882 году в степень S:::I:::, фр. «Superieur Inconnu» (Высший Неизвестный). Сам Делааж, в свою очередь, был посвящённым по линии преемственности системы «Вольных Посвящений» Сен-Мартена.
В 1884—1887 годы, Папюс, вместе с Пьером Огюстом Шабосо, так же имевшим посвящение по одной из линий преемственности от Сен-Мартена, и с другими единомышленниками и друзьями, учредил мистический Орден, который был назван фр. «l’Ordre des Superieurs Inconnus» (Орден Высших Неизвестных), который в дальнейшем приобрёл известность под именем фр. «Ordre Martiniste» (Орден Мартинистов). Учреждение Ордена произошло после одной из встреч Папюса с Шабосо, когда они узнали, что оба имеют преемственность от двух разных ветвей, исходящих от Сен-Мартена. Преемственность Шабосо была недостающим звеном для Папюса, хотя он и обладал оригинальными документами де Паскуалиса и получил административные полномочия в отношении Ордена от Анри Делаажа. Папюс и Шабосо «обменялись преемственностями», слив две линии преемственности в одну.
Орден Мартинистов, учреждённый Папюсом, был структурирован как Ложи, объединённые Великой Ложей для каждой страны, в которой было не менее трёх Мартинистских Лож. Все Великие Ложи подчинялись Держаному Верховному Совету Ордена Мартинистов. Орден работал в четырёх степенях:
1. Ассоциат (фр. Associate)
2. Инициат (фр. Initiat, или Мистик)
3. Высший Неизвестный (S:::I:::/фр. Superieur Inconnu)
4. Высший Неизвестный Посвятитель (S:::I:::I:::/фр. Superieur Inconnu Initiateur) (Мастер ложи)[6][33]

Ритуалы и учение Ордена были основаны на трёх «уснувших» мистико-теургических масонских Уставах: Уставе Избранных Коэнов (фр. Elus-Cohens) Мартинеса де Паскуалиса, «Исправленном Шотландском Уставе Сен-Мартена» и «Исправленном Уставе» Луи Клода де Сен-Мартена. Так же, в структуру Ордена была включена степень Инициата, символизм и ритуал которой был заимствован из Высших Градусов Исправленного Шотландского Устава (фр. Rite écossais rectifié — R∴E∴R∴), и представляет собой, по мнению исследователя тайных обществ Джона Майкла Грира — степень Рыцаря Благодетеля Святого Града (фр. Chevalier bienfaisant de la Cité sainte — C∴B∴C∴S∴) введённую в Устав другим учеником Паскуалиса — Жаном-Батистом Виллермозом. Орден поддерживал добрососедские отношения с франкмасонством, так, что часть масонов различных юрисдикций были также и мартинистами.
В данной системе Степеней первые две степени предоставляют для кандидата ключ к Мартинистским идеям, в то время как третья, предположительно, передаёт непосредственное Посвящение, которое Сен-Мартен передавал своим изначальным последователям. Главным образом Мартинисты полагают, что для того, чтобы быть аутентичным посвящённым, человеку необходимо быть способным к тому, чтобы показать цепи Преемственности Посвящения, начиная от самого Сен-Мартена. Однако, по мнению мартиниста и исследователя истории мартинизма Майка Рестиво «степень подлинности Мартинистского Посвящения не зависит от того, был ли Мартинист принят или посвящён в филиацию или преемственность других Мартинистов, поскольку личная Посвятительная цепь от Луи-Клода де Сен-Мартена существует в священной форме рукоположения, которое является кульминационным моментом передачи мастерства в Посвятительном Ордене». Таким образом, мартинистом может быть и тот человек, кто посвящён по системе «Вольных Посвящений» Сен-Мартена, не обязательно при этом состоящий в каком-либо Мартинистском Ордене.
Относительно самих Посвятительных Ритуалов следует отметить следующее: ориентированность на Мистическое Христианство в Мартинизме подчёркивается тем фактом, что все Ложи открываются посредством призывания Пентаграмматона — лат. Yeheshuah (ивр. יהשוה‎), то есть Тетраграмматона, Божественного имени (лат. yod-he-waw-he — ивр. יהוה‎), в центр которого добавлена еврейская буква «Шин» (лат. shin — ивр. ש‎). Такой вариант написания впервые был предложен Иоганном Рейхлином как каббалистический способ написания имени Иисуса. Впоследствии, данная каббалистическая теория развивалась и поддерживалась Якобом Беме, Сен-Мартеном, и другими мистиками эпохи.
Несмотря на то, что Мартинизму присуща организационная структура Лож, сами ритуалы не имеют никакого сходства с символическими степенями Франкмасонства. У ритуалов есть своё собственное драматическое и эзотерическое содержание. Ритуалы содержат в себе элементы философии Мартинеса де Паскуалли, в них есть отсылки к Каббале, вместе с основным содержанием, состоящим из наставлений Сен-Мартена. В ключевых моментах ритуалов от кандидата ожидается, что он будет отвечать по собственной инициативе. В нём или в ней постоянно поощряется стремление размышлять над представляемым во время ритуала символизмом. В ритуалах часто содержатся элементы неожиданности, для того, чтобы усилить присутствующие в ритуалах акценты.

## Мартинизм в XX-м веке
В 1905 году император Николай II пригласил Папюса и его учителя мэтра Филиппа Низье в Царское Село, чтобы получить от них совет по поводу проблем во внутренней политике, вызванных русской революцией 1905 года. Папюс бывал в Российской империи трижды: в 1901, 1905, 1906 годах. Целью приезда были лекции по магии и оккультизму и укрепление Мартинистского Ордена в Российской империи. Также он консультировал царскую семью как врач и оккультный советник. Согласно ряду свидетельств, сам император Николай Александрович был посвящен Папюсом в мартинизм.
Кандауров Л. Д. сообщает: «После отъезда Филиппа из России, в Петербург вскоре прибыл гроссмейстер ордена мартинистов Папюс (доктор Анкосс) и его сотрудник Чинский… Папюс основал следующие мартинистские ложи: в Петербурге „Аполлония“ (председатель сначала Г. О. Мебес, а потом Антошевский — позже владелец журнала „Изида“), в Москве „Св. Иоанн Равноапостольный“ (предс. Казначеев, члены фон Гейер, Рындина, II. Соколов, Хорват и др.), в Киеве в 1912 году „Св. Владимир Равноапостольный“ (предс. многоизвестный Маркотун).»
В 1909 году в Санкт-Петербурге Трояновский А. В. основывает журнал «Изида», в издательстве которого он публикует свои книги и статьи, переводит на русский язык и издаёт книги Папюса, Ледбитера, и др. известных оккультистов рубежа XIX—XX веков. Журнал «Изида» являлся официальным издательством русских мартинистов и был основным органом популяризации и перевода книг по оккультизму и астрологии в дореволюционной России.
В 1913 году в Париже появляется Великая национальная ложа Франции (ВНЛФ), которая сразу же получает масонское признание от Объединённой великой ложи Англии (ОВЛА). Данная юрисдикция проводила масонские работы по Исправленному шотландскому уставу, которому Папюс симпатизировал, ввиду того воздействия, которое на данный устав (ИШУ) оказал Жан-Батист Виллермоз, ученик Мартинеса де Паскулиса, и сподвижник Луи Клода де Сен-Мартена в Ордене Избранных Коэнов, от которого вёл свою историю Орден мартинистов Папюса, и ввиду близости ИШУ в некоторых ритуальных, легендарных и догматических элементах с Орденом Мартинистов. В 1914 году Папюс, как глава Ордена мартинистов начинает переговоры с великим мастером ВНЛФ Эдуардом де Рибокуром, с целью учредить под его эгидой ряд масонских лож Исправленного шотландского устава, в которых бы состояли только члены Ордена мартинистов. Проект был включён в план действий на ближайшие годы, однако начавшаяся Первая мировая война не позволила продолжить работу в этом направлении. Папюс ушёл добровольцем на фронт, где работал врачом полевого госпиталя, пока его не комиссовали, по причине заражения туберкулёзом, от которого он и умер 25 октября 1916 года. Первая мировая война гибельно отразилась на Ордене мартинистов: многие мартинисты погибли на фронте, куда были мобилизованы.
В этом же 1916 году в России прекращает издаваться журнал «Изида».
Преемником Папюса на посту главы великого мастера Ордена мартинистов был избран Шарль Детре (Тедер). 29 октября 1916 года Тедер принимает руководство и над Каббалистическим Орденом Розы+Креста, основанным в конце XIX века мартинистом Станисласом де Гуайтой. Однако, ввиду ряда обстоятельств, Тедеру не хватало ни сил, ни времени для активной работы в Мартинистском Ордене, и годы его правления примечательны лишь активной интенсификацией сближения Ордена Мартинистов с масонством.
После окончания Первой мировой войны, и смерти Великого Мастера Ордена Тедера, Орден Мартинистов разделился на две ветви:
1. Синархический Орден Мартинистов, возглавляемый Великим Мастером Виктором Бланшаром, по хартии Тедера.
2. Лионский Орден Мартинистов, возглавляемый Великим Мастером Жаном Брико.

Разногласия возникли на почве несогласия подавляющего большинства членов мартинистского ордена с нововведениями, которые проводил Жан Брико в Ложах, на которые он имел влияние, или пытался таковое оказывать. Брико старался соединить в одну организацию возглавляемые им масонские ложи, Гностицескую Церковь, и Орден Мартинистов. Однако, Виктор Бланшар, наследовавший пост Великого Мастера от Тедера, преемника Папюса, воспротивился таковому слиянию, опираясь на изначальную Конституцию Ордена. В это время многие мартинисты Франции поддерживали притязания Наундорфа на французский трон. Они присоединились к движению синархистов и вступили в Орден Мартинизма и Синархии (OM&S). Несмотря на такое разделение, оба Ордена и их главы сохраняли дружественные отношения между собой.
В 1926 году в процессе «Дела ленинградских масонов» члены российского Ордена мартинистов были арестованы и осуждены на различные сроки.
В 1931 году отделилась третья ветвь, которую возглавил Пьер Огюст Шабосо. Шабосо отделил собственную ветвь на основании того, что считал для себя недопустимым участвовать в Орденах, которые возглавляет не он, поскольку он сам — Шабосо — был вместе с Папюсом сооснователем изначального Ордена в XIX веке. Он присоединился к Виктору-Эмилю Мишле и Люсьену Шамюэлю (двум другим выжившим членам изначального Высшего Совета 1891 года), чтобы воскресить Орден, который они основали вместе с Папюсом. Чтобы подчеркнуть отличие этого Ордена от других недавно созданных, они назвали его Традиционным Орденом Мартинистов (OMT). Виктор-Эмиль Мишле был избран Великим Мастером, и Огюст Шабосо сменил его в 1939 году, ещё до кончины Мишле, которая произошла в 1946 году. В 1939 году Императору AMORC Ральфу Максвеллу Льюису была направлена просьба из Традиционного Ордена Мартинизма о распространении Мартинизма в США, хотя своё посвящение Льюис получил в Ордене Мартинизма и Синархии. Ему были предоставлены необходимые хартии и документы. Впоследствии ДМОРК полностью поглотил эту ветвь Ордена.
Вторая мировая война оказала такое же пагубное воздействие на Орден Мартинистов в Европе, как и Первая. Нацистский режим подавлял все тайные общества, и многие мартинисты умерли в концентрационных лагерях. Однако, в Европе, а также и в США сохранились почти все ветви Мартинистского Ордена. Известность мартинизма возрастает и в наше время.
В XX веке в Посвятительную систему некоторых Орденов была добавлена степень I:::L:::, отсутствовавшая в оригинальной системе Мартинистского Ордена, она были введена исключительно в Мартинистских юрисдикциях для тех членов, которые в конечном счёте должны были стать Великими Мастерами новых Орденов. В дальнейшем эти Ордена работали по системе в пять степеней, последней из которых являлась степень I:::L::: (Вольного Посвятителя/фр. Initiateur Libre), и которая наделяла кандидата властью учреждать новый и независимый Мартинистский Орден, а также и действовать в качестве легата или представителя, или Великого Мастера нового Ордена:
1. Ассоциат (фр. Associate)
2. Инициат (фр. Initiat, или Мистик)
3. Высший Неизвестный (S:::I:::/фр. Superieur Inconnu)
4. Высший Неизвестный Посвятитель (S:::I:::I:::/фр. Superieur Inconnu Initiateur) — Мастер Ложи или Гептады.
5. Вольный Посвятитель (также: «Свободный Посвятитель») (I:::L:::/фр. Initiateur Libre/S:::I:::IV) (фр. Grand Officer/Grand Initiator)[6][60][61].

## Современный мартинизм

### Список орденов мартинистов
- Синархический орден мартинистов (фр. Ordre Martiniste et Synarchique, аббревиатуры — фр. OMS, англ. OM&S), Синархический орден мартинистов Виктора Бланшара, не имеющий масонских обязательств, и получивший преемственность по хартии Тедера[6][52].
- Оперативный мартинистский орден (фр. Ordre Martiniste Operatif аббревиатура — фр. OMO)
- Орден мартинистов Папюса (фр. Ordre Martiniste de Papus, аббревиатура — фр. OM), основанный сыном Папюса, Филиппом Анкоссом. Ныне возглавляется Великим Мастером Эмилио Лоренцо[6].
- Ordine Martinista Napolitano
- фр. Ordre Martiniste des Pays-Bas (OMPB), основанный Морисом Верноном после одобрения сына Папюса, когда нидерландские мартинисты были недовольны фактом признания гностической церкви официальной для французского ордена мартинистов[6].
- англ. British Martinist Order (BMO), сотрудничающий с Order Militia Crucifera Evangelica (OMCE) Гэри Л. Стюарта.
- фр. Society of Intitiates or Societe des Inities — Общество S:::I::: (Свободных посвятителей) без строгой организации для братских встреч и распространения исконных идей Луи Клода де Сен-Мартена.
- англ. The Hermetic Order of Martinists (HOM), открытый только для мастеров-масонов ОВЛА, которые также состоят в Societas Rosicruciana in Anglia (SRIA)

#### Организации с сомнительной преемственностью
Некоторые современные мартинистские организации, чьё отношение к старым мартинистским Орденам является спорным и сомнительным:
- англ. Rose†Croix Martinist Order (R†CMO, Канада, Онтарио), который предлагает работу в четырёх степенях и сосредоточен на теургии. Великий Мастер — Майк Рестиво I:::L:::[6][62].
- англ. Martinist Order of Unknown Philosophers (M.O.U.P.) — Мартинистский орден неизвестных философов — глава ордена — Майкл Бакли[6][62].
- англ. Ancient Martinist Order (A.M.O.) — Древний орден мартинистов[6][62].

Многочисленные ложи мартинистов в Чили, а затем и в других странах Латинской Америки основал Николай Георгиевич Сверчков (бывший начальник смоленской полиции, живший в эмиграции под подложной фамилией Рогалев), хотя его право оспаривалось мартинистами во Франции.